# Locomotiva diesel-hidráulica

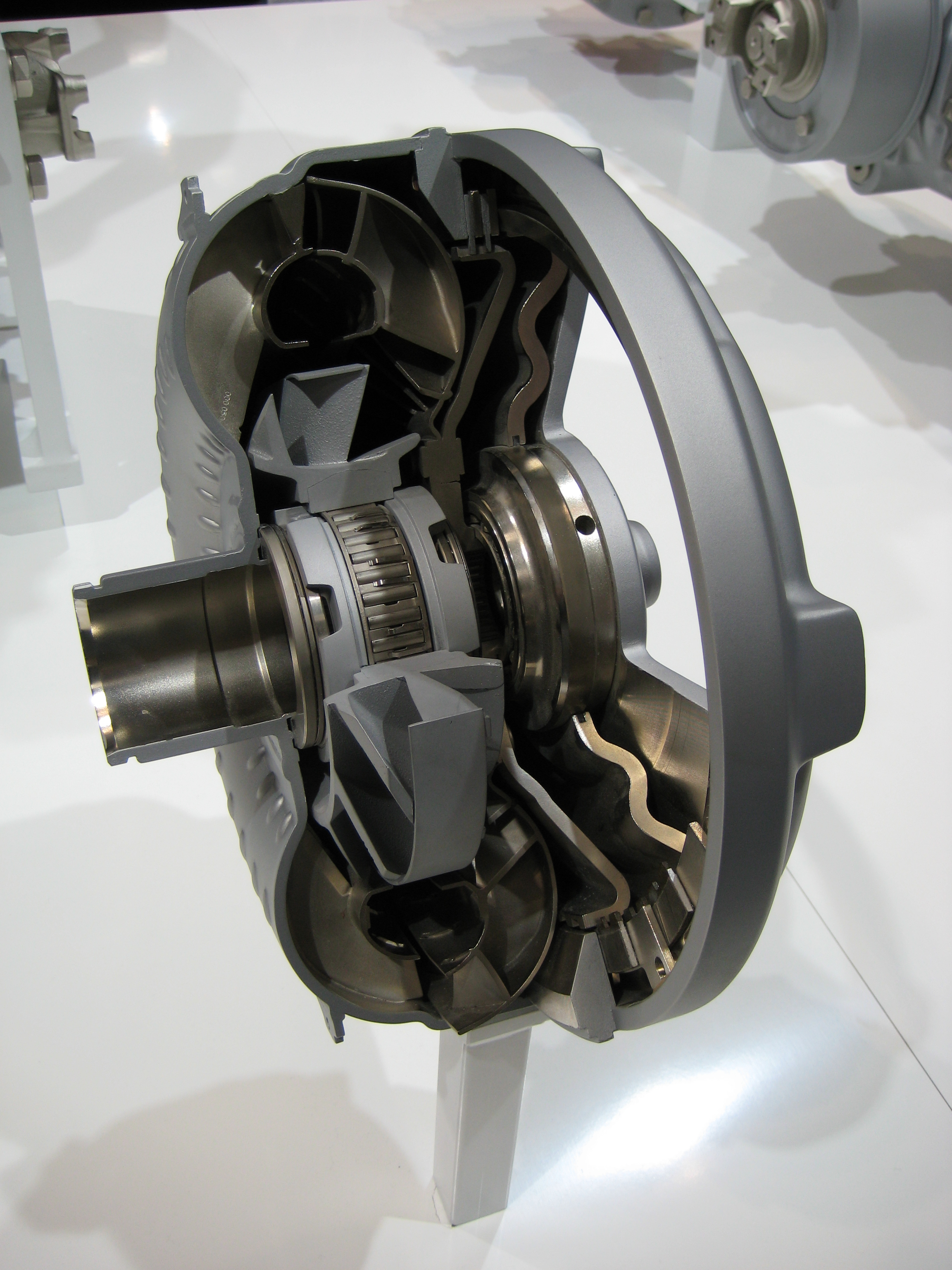
Conversor de torque da ZF em corte.

Uma locomotiva diesel-hidráulica ou locomotiva hidráulica é um tipo de locomotiva que usa transmissão hidráulica para conduzir a força do motor primário a diesel para as rodas.
Nesse tipo de locomotiva, a força é transmitida para as rodas por um mecanismo chamado conversor de torque. Um conversor de torque consiste de três partes principais: bomba, estator e turbina. A bomba é permanentemente conectada ao motor propriamente dito; o estator é a parte fixa, responsável por direcionar o fluxo do fluido; a turbina é a parte movida, permanentemente conectada à caixa de velocidades, por exemplo. Não existe contato entre a bomba e a turbina.
Para desenvolver velocidade e potência nas faixas requisitadas por uma locomotiva, algumas partes adicionais tem que ser colocadas. Um método é conjulgar uma caixa de câmbio ao conversor de torque, que troca de relações automaticamente, similar a um sistema de transmissão automática de automóveis. Outro método é prover vários conversores de torque, cada qual com uma faixa de potência, possibilitando abranger uma grande faixa de velocidades com potência. Todos os conversores de torque são permanentemente conectados, entretanto somente o necessário para o uso é ativado, cortando o fluxo de fluido do outro. A troca de um para o outro pode ser feita com carga aplicada sobre o sistema, tornando a troca muito suave.
Locomotivas diesel-hidráulicas são pouco mais eficientes que as diesel-elétricas. Entretanto, versões iniciais eram mais complicadas mecanicamente e tinham maior tendência a apresentar defeitos. Esse tipo de transmissão foi desenvolvida na Alemanha. Sua má reputação proveio da baixa confiabilidade da Maybach Mekydro, consistia de um conversor de torque associado a uma caixa de câmbio de quatro velocidades. Atualmente, soluções diferentes usando vários conversores de torque são utilizadas com sucesso pela Voith.
Em 2010, locomotivas diesel-hidráulicas são predominantes na Alemanha e Finlândia; no entanto, em países como Canadá, Estados Unidos, Reino Unido e o Brasil, sistemas diesel-elétricos em DC e AC detêm quase todo mercado.
O sistema diesel-hidráulico possuí duas vantagens em relação ao diesel-elétrico. Primeiro, são mais leves para a mesma potência. Isso é uma vantagem em casos de ramais que suportam apenas pequenas cargas por eixo, como foi o caso da Alemanha por muitos anos, enquanto que as linhas principais, projetadas para grandes cargas, já haviam sido eletrificadas. O segundo fator é que a adesão é maior, significando maior esforço de tração em baixas velocidades e no arranque com mesmo peso aderente. Isso se deve ao fato de que uma máquina diesel-elétrica possuí um motor de tração por eixo, enquanto que na diesel-hidráulica todos os eixos são unidos por cardans e juntas universais, tornando a patinação individual impossível.
A diesel-hidráulica mais famosa de todos os tempos é a DB classe V200, construída em 1953, com um número total de 136 unidades. A Finlândia atualmente opera mais de 200 Classe VR, com transmissão Voith, que vem sendo usadas desde a década de 1960, e permanecem em perfeito estado de conservação.

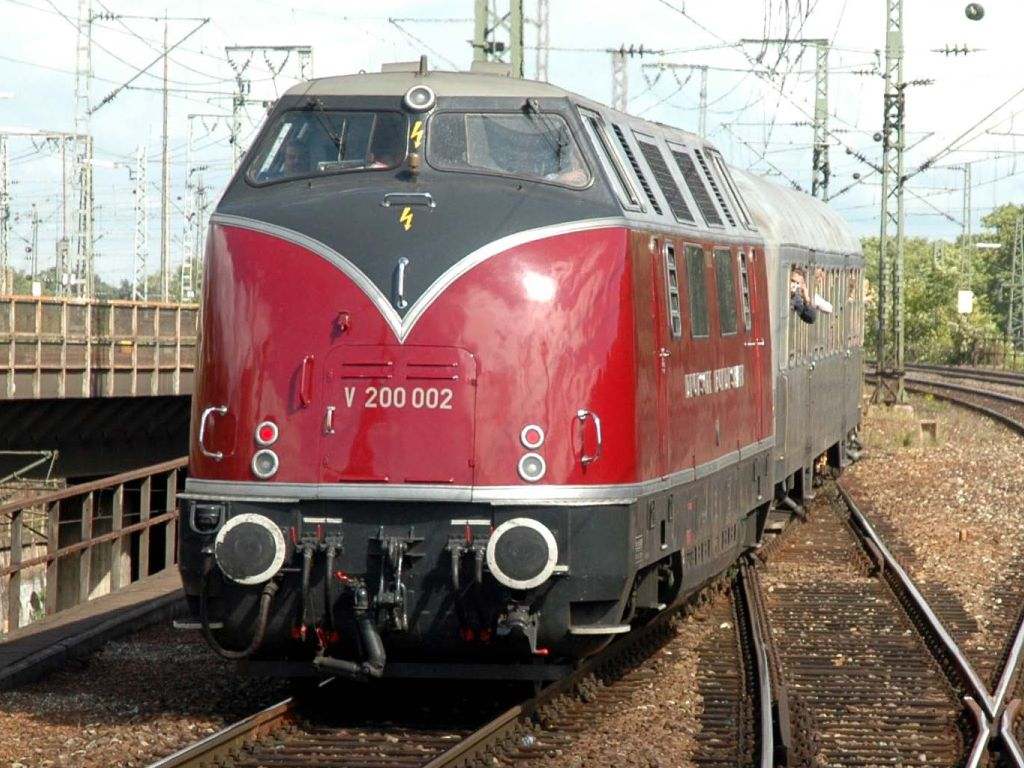
DB classe V 200.

O grande sucesso das máquinas alemãs levou ferrovias pelo mundo a adquirirem máquinas diesel-hidráulicas alemãs, ou construirem sob licença de projetos alemães. Entretanto quase que invariavelmente essas máquinas não obtiveram o sucesso esperado, devido em parte a falta de preparo do staff, falta de peças de reposição a um custo competitivo, demora na importação de peças, baixo controle de qualidade na usinagem de peças "genéricas" pela própria ferrovia, capaz muitas vezes de usinar peças para vapores, ou mesmo diesel-elétricas, entretanto incapaz de trabalhar com a mecânica fina e de precisão de uma diesel-hidráulica. Foi o caso das Krauss-Maffei ML 4000 da Companhia Vale do Rio Doce e da Estrada de ferro que liga Vitória a Minas Gerais e da Southern Pacific Railroad.
Atualmente, as tecnologias de transmissão em corrente alternada tornaram-se mais eficientes que a diesel-hidráulica. Entretanto, houve somente cinquenta anos de desenvolvimento da tecnologia diesel-elétrica, além de só ser possível com o uso de computadores.

## Krauss-Maffei na SP
Na década de 1960 a Southern Pacific comprou 18 diesel-hidraúlicas da Krauss-Maffei, com 3540 hp, cada uma era mais potente que qualquer outra diesel-elétrica norte-americana concorrente, até a chegada das GE U36C e EMD SD45. Denver & Rio Grande Western comprou mais três, que foram vendidas posteriormente. As máquinas foram um grande fracasso nos EUA, devido a incompatibilidade de peças e métodos de manutenção comparados com as máquinas norte-americanas. Das 21 unidades somente uma existe hoje, convertida em carro-câmera nos anos 70. As outras 20 unidades foram desmanteladas nos anos 70 quando a SP desistiu de tentar operar o que seria a máquina de maior potência, até então.

## Krauss-MaffeiML4000C na EFVM (Estrada de ferro Vitória - Minas Gerais)
A estrada de ferro Vitória-Minas Gerais adquiriu 16 máquinas ML4000 entre 1966 e 1969. Foram as mais potentes locomotivas a operar em bitola métrica no mundo, na época. Porém devido a problemas de controle de tração, patinação excessiva, chegando a escavar os trilhos, seu serviço foi limitado e, nos anos 80, foram substituídas pelas EMD DDM45.

## Krupp Jackobsna EFVM
Locomotiva diesel-hidráulica produzida pela Krupp da Alemanha para a EFVM. Foi comprada em 1953 apenas uma unidade deste modelo de locomotiva, a mesma entrou em serviço em 1954. Apresentava constantes problemas mecânicos, e acabou sendo retirada dos serviços em 1963, sendo a primeira locomotiva diesel a ser baixada do patrimônio da EFVM.

## Essligen na VFRGS/RFFSA
Locomotivas compradas pela VFRGS com 1700hp da Maschinenfabrik Esslingen, nos anos 1950, em número de 23, inicialmente 10 para ela e 13 para a EFL, nos anos 1960 foram reunidas no Rio Grande do Sul, aonde foram descartadas pouco tempo depois, com a chegada das G12 e GL8.

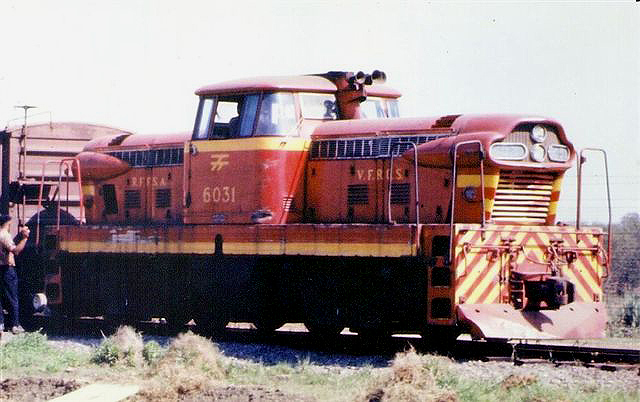
Locomotiva GM - EMD GMD-1.

## GMD GMDH-1na RFFSA
A GM optou por trazê-la por sua própria conta e manutenção, cabendo a cada ferrovia que a quisesse testar apenas o combustível e os lubrificantes. Passado pela Estrada de Ferro Leopoldina, Estrada de Ferro Sorocabana que ficou com ela por sete meses, trabalhando nas linhas de Mairinque a Santos, nos ramais de Campinas e Junquiá, na linha tronco de Assis até Presidente Epitácio, nas margens do rio Paraná e ainda em manobras nos pátios de Barra Funda, Mairinque, Samaritá e Assis. A Estrada de Ferro Sorocabana a repassou à Rede de Viação Paraná-Santa Catarina em 2 de setembro de 1960, sendo finalmente compradas pela RFFSA como 600 e depois transferida para a 13ª divisão (Rio Grande do Sul) #6031. A unidade foi retirada nos anos 1980 e baixada do inventário e anos depois desmantelada.

## Amsted Maxion AM DH-10
A AM DH-10 é uma locomotiva diesel-hidráulica desenvolvida no Brasil pela Amsted-Maxion, para serviços de manobra ou como máquina de linha. Tem potência de 1.340 HP (1.000 kW), podendo vir a ser utilizada em linha de cargas ou de passageiros em sistemas não eletrificados. Conta com sistema hidráulico fornecido pela Voith Turbo, motor diesel MTU, sistema de freio de Knorr-Bremse e sistema microprocessado desenvolvido pela AeS.